# قلم‌لی (یومورتالیک)
قلم‌لی (به ترکی استانبولی: Kalemli) یک منطقهٔ مسکونی در ترکیه است که در یومارتالیک واقع شده‌است.